# 神奈川県道612号上粕屋南金目線

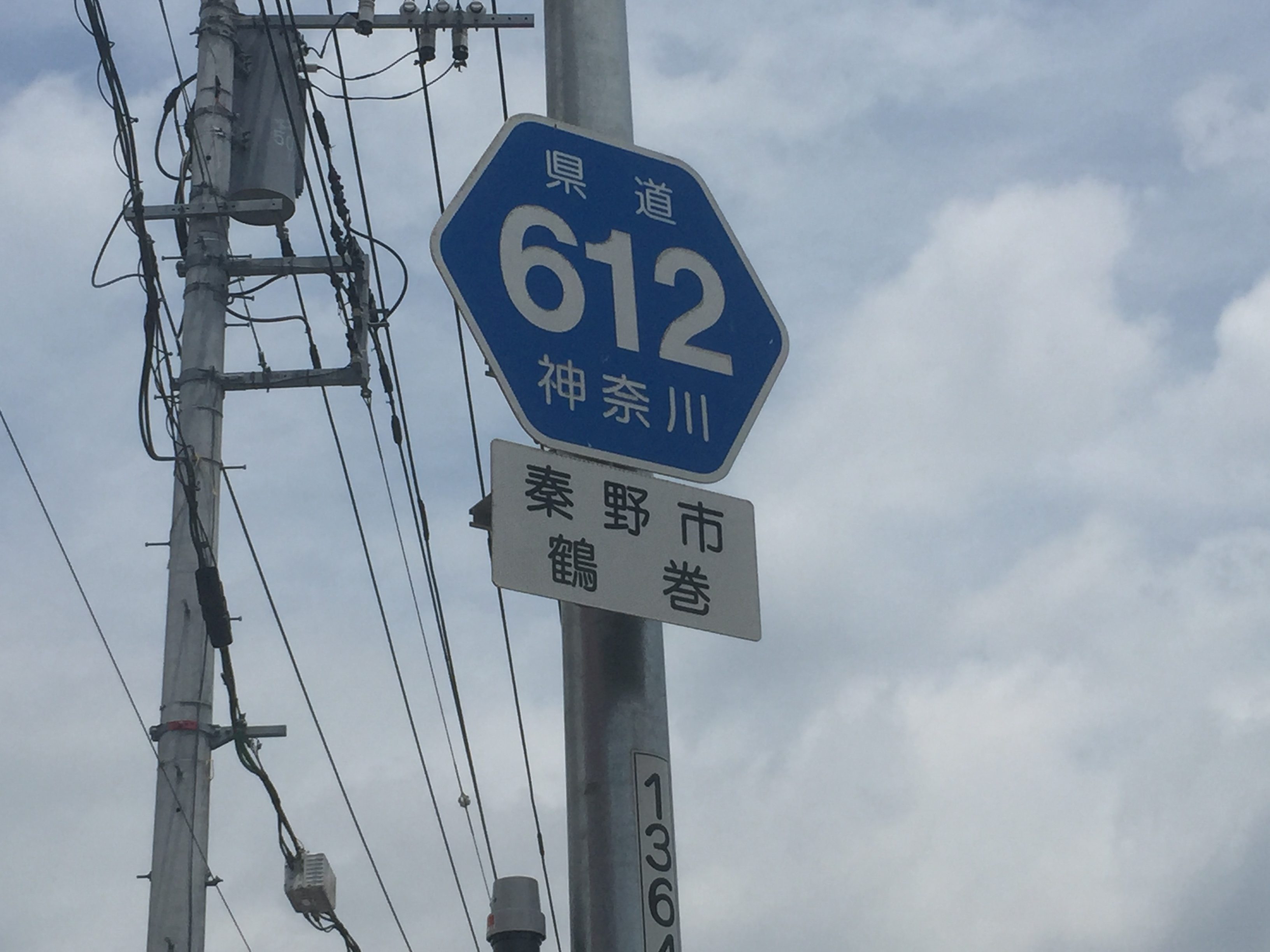
県道番号標示（秦野市鶴巻）

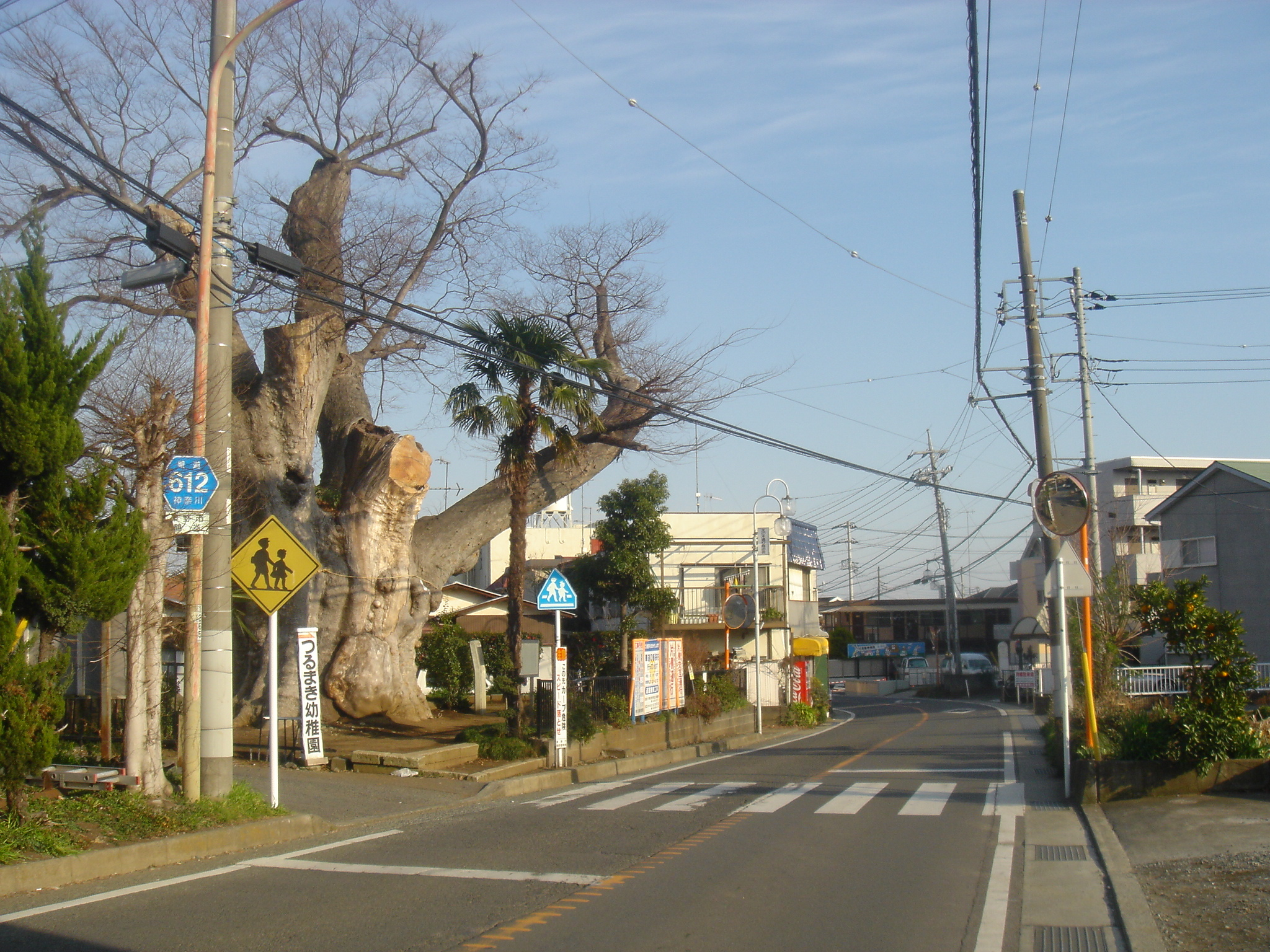
秦野市鶴巻。標識と大ケヤキ。

神奈川県道612号上粕屋南金目線（かながわけんどう612ごう かみかすやみなみかなめせん）は、神奈川県伊勢原市上粕屋から神奈川県平塚市南金目に至る県道である。  

## 概要
- 陸上距離：6.0km
- 起点：神奈川県伊勢原市上粕屋（神奈川県道611号大山板戸線、石倉橋交差点）
- 終点：神奈川県平塚市南金目（神奈川県道62号平塚秦野線、南金目交差点）
- Google マップ

## 通過する自治体
- 神奈川県
  - 伊勢原市 - 秦野市 - 平塚市

## 主な接続路線
- 神奈川県道611号大山板戸線（石倉橋交差点）
- 国道246号（工業団地入口交差点から桜坂交差点まで重複）
- 神奈川県道613号曽屋鶴巻線（秦野市鶴巻南 延命地蔵尊前交差点）
- 神奈川県道62号平塚秦野線（南金目交差点）

## 重複区間
「工業団地入口」交差点から「桜坂」交差点（いずれも伊勢原市内）は国道246号に重複。

## 橋梁
- 桜橋（善波川）
- 真田橋（大根川）

## 沿線
- 産能大学
- 延命地蔵尊
- 鶴巻温泉駅
- 鶴巻温泉郷
- 秦野市立おおね公園
- 真田神社